# 非法圖利
《非法圖利》（英語：The Racket）是一部1928年的美國犯罪電影，由劉易斯·邁爾斯通執導，主演有Thomas Meighan、瑪麗·普雷沃斯特、路易斯·沃海姆和喬治·E·史東。本片由侯活·曉治監製，巴特利特·科馬克和Tom Miranda編劇，由派拉蒙電影發行。本片改編自科馬克的1927年百老匯戲劇《The Racket》。

## 背景

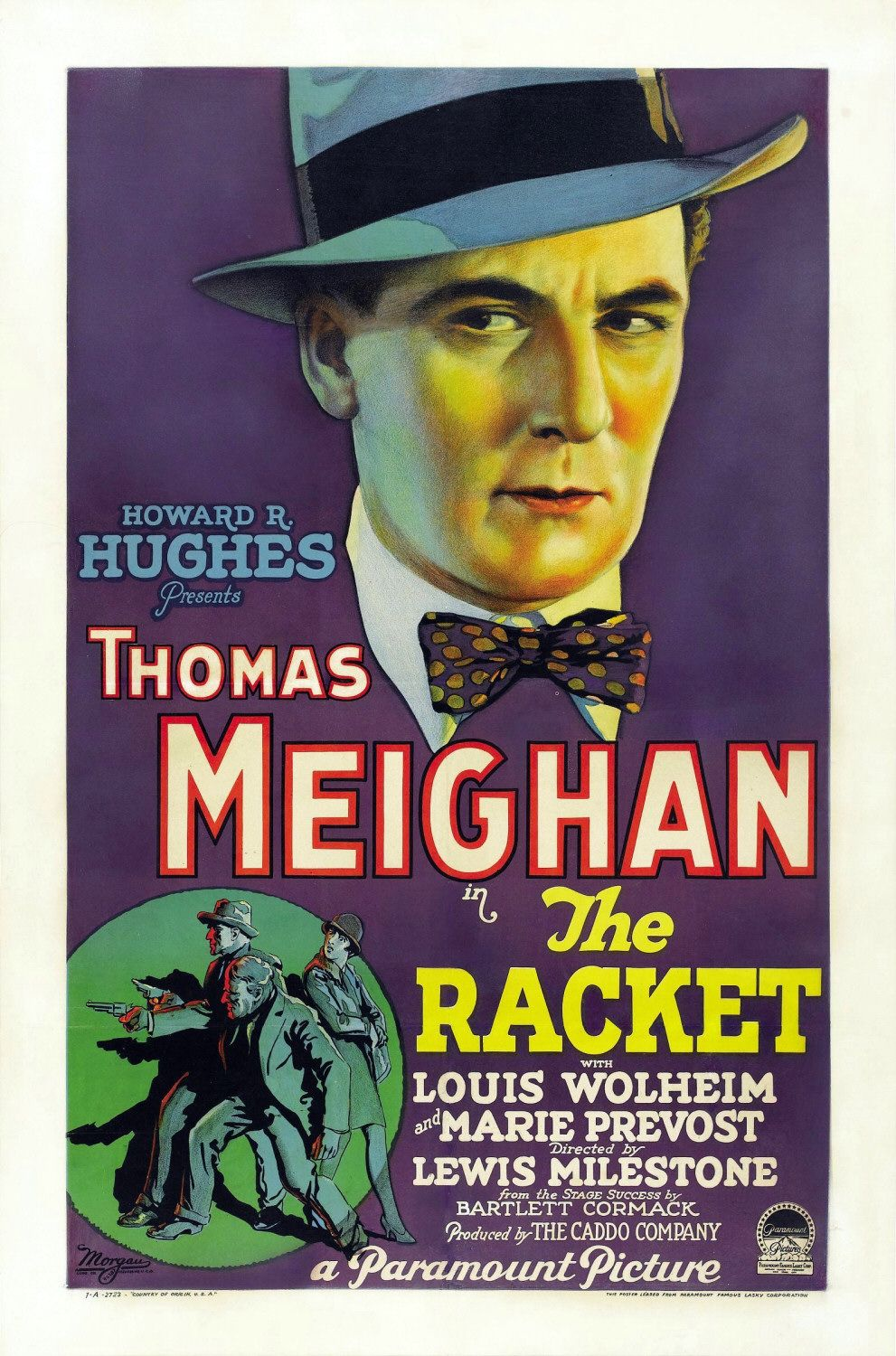
《非法圖利》海報

由於描述腐敗的警察部隊和市政府而引起爭議，本片和戲劇於那時候的芝加哥被禁。

## 演員
- Thomas Meighan（英语：Thomas Meighan） 飾演 Captain James McQuigg
- 路易斯·沃海姆（英语：Louis Wolheim） 飾演 Nick Scarsi
- 瑪麗·普雷沃斯特（英语：Marie Prevost） 飾演 Helen Hayes
- G·帕特·科林斯（英语：G. Pat Collins） 飾演 Patrolman Johnson（掛名為帕特·科林斯）
- Henry Sedley 飾演 Spike
- 喬治·E·史東（英语：George E. Stone） 飾演 Joe Scarsi（掛名為喬治·史東）
- 薩姆·代·格拉斯（英语：Sam De Grasse） 飾演 District Attorney Welch
- Richard 'Skeets' Gallagher 飾演 Miller（掛名為Skeets Gallagher）
- Lee Moran 飾演 Pratt
- John Darrow 飾演 Dave Ames - Cub Reporter

## 外部連結
- 互联网电影数据库（IMDb）上《The Racket》的资料（英文）
- Australian daybill long poster